# Мак-Интош (округ, Северная Дакота)
Округ Мак-Интош (англ. McIntosh County) располагается в штате Северная Дакота, США. Официально образован в 1883 году. По состоянию на 2013 год, численность населения составляла 2754 человека.

## География
По данным Бюро переписи США, общая площадь округа равняется 2 577,053 км2, из которых 2 525,253 км2 — суша, и 20,000 км2, или 1,990 % — это водоемы.

## Население
По данным переписи населения 2000 года в округе проживает 3390 жителей в составе 1467 домашних хозяйств и 975 семей. Плотность населения составляет 1,00 человек на км2. На территории округа насчитывается 1853 жилых строения, при плотности застройки около 1,00-го строения на км2. Расовый состав населения: белые — 98,88 %, афроамериканцы — 0,15 %, коренные американцы (индейцы) — 0,29 %, азиаты — 0,03 %, гавайцы — 0,09 %, представители других рас — 0,56 %, представители двух или более рас — 0,00 %. Испаноязычные составляли 0,83 % населения независимо от расы.
В составе 22,30 % из общего числа домашних хозяйств проживают дети в возрасте до 18 лет, 60,30 % домашних хозяйств представляют собой супружеские пары, проживающие вместе, 3,50 % домашних хозяйств представляют собой одиноких женщин без супруга, 33,50 % домашних хозяйств не имеют отношения к семьям, 32,00 % домашних хозяйств состоят из одного человека, 19,90 % домашних хозяйств состоят из престарелых (65 лет и старше), проживающих в одиночестве. Средний размер домашнего хозяйства составляет 2,19 человека, и средний размер семьи 2,75 человека.
Возрастной состав округа: 19,40 % — моложе 18 лет, 4,60 % — от 18 до 24, 19,40 % — от 25 до 44, 22,40 % — от 45 до 64, и 22,40 % — от 65 и старше. Средний возраст жителя округа — 51 год. На каждые 100 женщин приходится 91,50 мужчин. На каждые 100 женщин старше 18 лет приходится 91,70 мужчин.
Средний доход на домохозяйство в округе составлял 26 389 USD, на семью — 31 771 USD. Среднестатистический заработок мужчины был 22 153 USD против 16 743 USD для женщины. Доход на душу населения составлял 15 018 USD. Около 10,60 % семей и 15,40 % общего населения находились ниже черты бедности, в том числе — 14,50 % молодежи (тех, кому ещё не исполнилось 18 лет) и 18,90 % тех, кому было уже больше 65 лет.